# Campeonato Carioca de Futebol de 1989
O Campeonato Carioca de Futebol de 1989 foi a 92.ª edição do torneio. O Botafogo conquistou o campeonato estadual após um longo período sem conquistar nenhum título (os últimos títulos foram o Carioca e a Taça Brasil de 1968) ao vencer o Flamengo na final que ficou conhecida na década de 1980 como Melhor de Quatro Pontos.
Na primeira partida, ambos haviam empatado por 0 a 0, mas na segunda partida, o Botafogo consegue vencer o Flamengo por 1 a 0 com gol do atacante Maurício. Com isso, conseguiu os quatro pontos obrigatórios, terminando assim, o jejum de 21 anos sem conquistar nenhum título, tornando-se assim, uma das conquistas inesquecíveis para os alvinegros.
Por ter sido as duas equipes com o pior desempenho durante o campeonato, o Volta Redonda e o Olaria foram as equipes rebaixadas a Segunda Divisão de 1990.
A média de público foi de 6.938 torcedores pagantes por jogo.

## Participantes
- America (Rio de Janeiro)
- Americano (Campos)
- Bangu (Rio de Janeiro)
- Botafogo (Rio de Janeiro)
- Cabofriense (Cabo Frio)
- Flamengo (Rio de Janeiro)
- Fluminense (Rio de Janeiro)
- Nova Cidade (Nilópolis)
- Olaria (Rio de Janeiro)
- Porto Alegre* (Itaperuna)
- Vasco da Gama (Rio de Janeiro)
- Volta Redonda (Volta Redonda)

* Atual Itaperuna.

## Fórmula de disputa

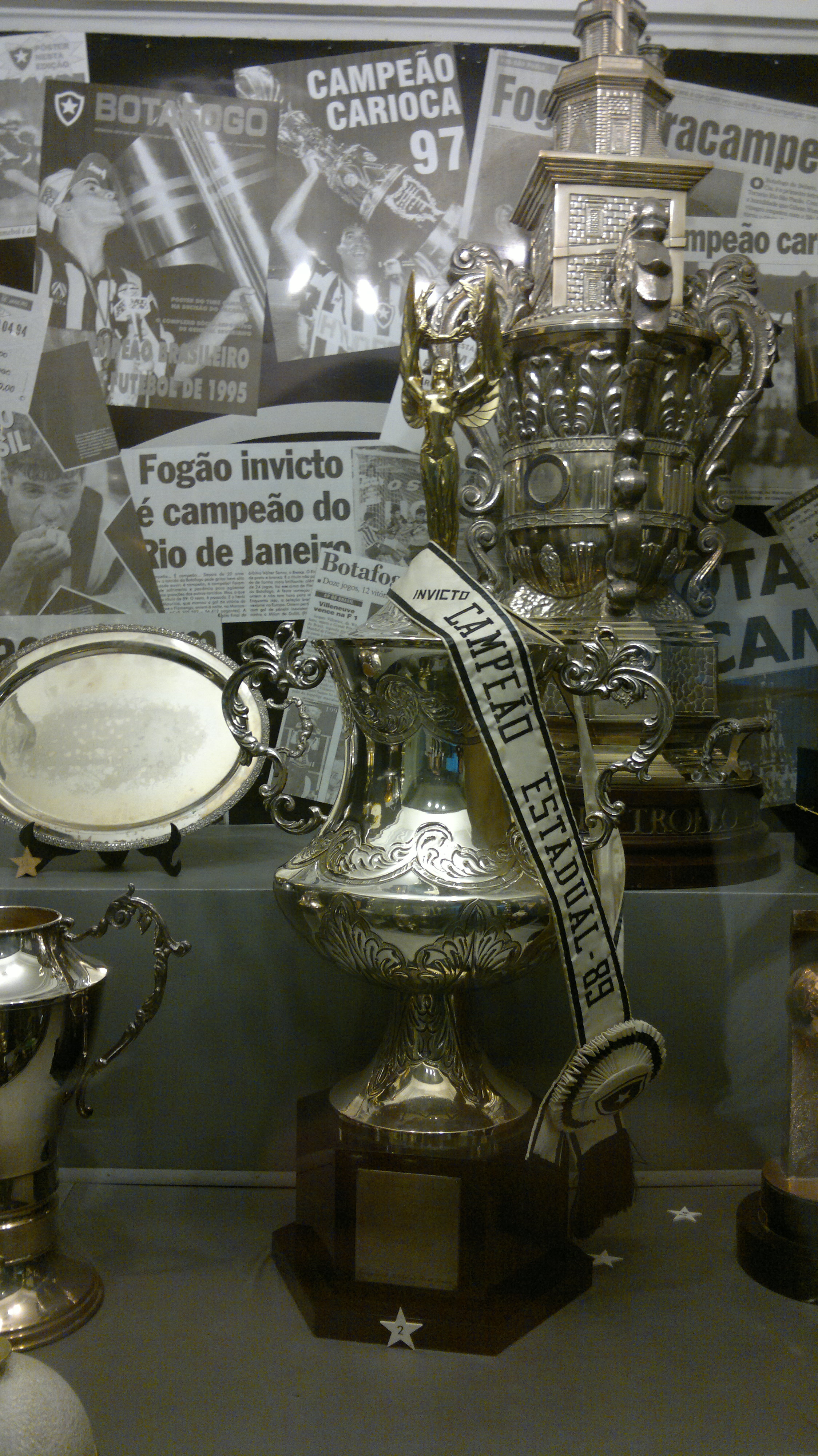

A primeira fase (Taça Guanabara), os participantes jogaram no sistema todos contra todos em turno único e sem divisão de grupo. O vencedor do confronto foi declarado o campeão da Taça Guanabara de 1989.
A segunda fase (Taça Rio) foi idêntica (a única diferença é a troca de mandantes em cada jogo). Todos os times jogaram no sistema todos contra todos em turno único e sem divisão de grupo. O vencedor do confronto foi declarado o campeão da Taça Rio de 1989.
Os times vencedores de cada fase disputaram entre si dois jogos finais, que estabelecem o campeão carioca. Caso o mesmo time ganhasse as duas fases, este seria declarado campeão automaticamente.

### Final
Dentre os dois finalistas, o clube de melhor campanha recebe um ponto extra para a disputa da final. Seriam realizadas, no mínimo, duas partidas. Caso um dos clubes não conseguisse os quatro pontos obrigatórios, seria realizada uma terceira partida, para decidir o campeão carioca de 1989.

### Critérios de desempate
Para o desempate entre duas ou mais equipes seguiu a ordem definida abaixo:
1. Vitórias
2. Saldo de gols
3. Gols marcados
4. Sorteio

## Primeira fase (Taça Guanabara)
| Taça Guanabara | Taça Guanabara | Taça Guanabara | Taça Guanabara | Taça Guanabara | Taça Guanabara | Taça Guanabara | Taça Guanabara | Taça Guanabara | Taça Guanabara | Taça Guanabara | Taça Guanabara |
| #              | Time           | PG             | J              | V              | E              | D              | GP             | GS             | SG             | %              |                |
| -------------- | -------------- | -------------- | -------------- | -------------- | -------------- | -------------- | -------------- | -------------- | -------------- | -------------- | -------------- |
| 1              | Flamengo       | 19             | 11             | 8              | 3              | 0              | 30             | 5              | +25            | 86             |                |
| 2              | Botafogo       | 18             | 11             | 7              | 4              | 0              | 19             | 3              | +16            | 82             |                |
| 3              | Vasco da Gama  | 15             | 11             | 6              | 3              | 2              | 14             | 7              | +7             | 68             |                |
| 4              | Fluminense     | 12             | 11             | 3              | 6              | 2              | 11             | 11             | 0              | 55             |                |
| 5              | Porto Alegre   | 10             | 11             | 4              | 2              | 5              | 9              | 11             | -2             | 45             |                |
| 6              | Americano      | 10             | 11             | 3              | 4              | 4              | 10             | 10             | 0              | 45             |                |
| 7              | Volta Redonda  | 9              | 11             | 2              | 5              | 4              | 8              | 12             | -4             | 41             |                |
| 8              | Bangu          | 9              | 11             | 2              | 5              | 4              | 9              | 15             | -6             | 41             |                |
| 9              | America        | 8              | 11             | 2              | 4              | 5              | 9              | 13             | -4             | 36             |                |
| 10             | AA Cabofriense | 8              | 11             | 2              | 4              | 5              | 9              | 16             | -7             | 36             |                |
| 11             | Nova Cidade    | 8              | 11             | 1              | 6              | 4              | 10             | 23             | -13            | 36             |                |
| 12             | Olaria         | 6              | 11             | 0              | 6              | 5              | 4              | 16             | -12            | 27             |                |

### Premiação
| Taça Guanabara de 1989        |
| Rio de Janeiro                |
| ----------------------------- |
| FLAMENGO Campeão (11º título) |

## Segunda fase (Taça Rio)
| Taça Rio | Taça Rio       | Taça Rio | Taça Rio | Taça Rio | Taça Rio | Taça Rio | Taça Rio | Taça Rio | Taça Rio | Taça Rio | Taça Rio |
| #        | Time           | PG       | J        | V        | E        | D        | GP       | GS       | SG       | %        |          |
| -------- | -------------- | -------- | -------- | -------- | -------- | -------- | -------- | -------- | -------- | -------- | -------- |
| 1        | Botafogo       | 18       | 11       | 7        | 4        | 0        | 17       | 8        | +9       | 82       |          |
| 2        | Vasco da Gama  | 17       | 11       | 7        | 3        | 1        | 21       | 11       | +10      | 77       |          |
| 3        | Flamengo       | 16       | 11       | 7        | 2        | 2        | 20       | 10       | +10      | 73       |          |
| 4        | Fluminense     | 15       | 11       | 6        | 3        | 2        | 17       | 11       | +6       | 68       |          |
| 5        | Americano      | 13       | 11       | 5        | 3        | 3        | 8        | 5        | +3       | 59       |          |
| 6        | Porto Alegre   | 12       | 11       | 4        | 4        | 3        | 15       | 13       | +2       | 55       |          |
| 7        | Bangu          | 11       | 11       | 4        | 3        | 4        | 13       | 11       | +2       | 50       |          |
| 8        | Nova Cidade    | 8        | 11       | 2        | 4        | 5        | 5        | 12       | -7       | 36       |          |
| 9        | America        | 7        | 11       | 2        | 3        | 6        | 7        | 13       | -6       | 32       |          |
| 10       | AA Cabofriense | 7        | 11       | 1        | 5        | 5        | 10       | 15       | -4       | 32       |          |
| 11       | Volta Redonda  | 5        | 11       | 1        | 3        | 7        | 8        | 20       | -12      | 23       |          |
| 12       | Olaria         | 3        | 11       | 1        | 1        | 9        | 7        | 20       | -13      | 14       |          |

### Premiação
| Taça Rio de 1989             |
| Rio de Janeiro               |
| ---------------------------- |
| BOTAFOGO Campeão (1º título) |

### Troféu Seis Anos da TV Manchete
O Troféu Seis Anos da TV Manchete foi dado ao vencedor da partida Flamengo x Fluminense, válida pela Taça Rio de 1989.
A disputa se deu no dia 4 de junho no Maracanã, e o Flamengo venceu por 1x0, gol do Bebeto.

## Final

### Primeiro jogo
| 18 de junho | Flamengo | 0 – 0 | Botafogo | Estádio do Maracanã, Rio de Janeiro               |
|             |          |       |          | Público: 56 897 Árbitro: RJ Pedro Carlos Bregalda |

### Segundo jogo
| 21 de junho | Botafogo     | 1 – 0 | Flamengo | Estádio do Maracanã, Rio de Janeiro      |
|             | Maurício 12' |       |          | Público: 56 412 Árbitro: RJ Walter Senra |

### Classificação
| 1 | Botafogo* | 4 | 2 | 1 | 1 | 0 | 1 | 0 | +1 |
| 2 | Flamengo  | 1 | 2 | 0 | 1 | 1 | 0 | 1 | -1 |

* Como o Botafogo ficou em primeiro lugar na classificação geral antes, foi acrescentado um ponto extra na disputa da final.

### Premiação
| Campeão Carioca de 1989       |
| Rio de Janeiro                |
| ----------------------------- |
| BOTAFOGO Campeão (15º título) |

## Classificação final
| Classificação geral | Classificação geral | Classificação geral | Classificação geral | Classificação geral | Classificação geral | Classificação geral | Classificação geral | Classificação geral | Classificação geral | Classificação geral | Classificação geral |
| #                   | Time                | PG                  | J                   | V                   | E                   | D                   | GP                  | GS                  | SG                  | %                   |                     |
| ------------------- | ------------------- | ------------------- | ------------------- | ------------------- | ------------------- | ------------------- | ------------------- | ------------------- | ------------------- | ------------------- | ------------------- |
| 1                   | Botafogo*           | 40                  | 24                  | 15                  | 9                   | 0                   | 37                  | 11                  | +26                 | 82                  |                     |
| 2                   | Flamengo            | 36                  | 24                  | 15                  | 6                   | 3                   | 50                  | 16                  | +34                 | 75                  |                     |
| 3                   | Vasco da Gama       | 32                  | 22                  | 13                  | 6                   | 3                   | 35                  | 18                  | +17                 | 73                  |                     |
| 4                   | Fluminense          | 27                  | 22                  | 9                   | 9                   | 4                   | 28                  | 22                  | +6                  | 61                  |                     |
| 5                   | Americano           | 23                  | 22                  | 8                   | 7                   | 7                   | 18                  | 15                  | +3                  | 52                  |                     |
| 6                   | Porto Alegre        | 22                  | 22                  | 8                   | 6                   | 8                   | 24                  | 24                  | 0                   | 50                  |                     |
| 7                   | Bangu               | 20                  | 22                  | 6                   | 8                   | 8                   | 22                  | 26                  | -4                  | 45                  |                     |
| 8                   | Nova Cidade         | 16                  | 22                  | 3                   | 10                  | 9                   | 15                  | 35                  | -20                 | 36                  |                     |
| 9                   | America             | 15                  | 22                  | 4                   | 7                   | 11                  | 16                  | 26                  | -10                 | 34                  |                     |
| 10                  | Cabofriense         | 15                  | 22                  | 3                   | 9                   | 10                  | 19                  | 30                  | -11                 | 34                  |                     |
| 11                  | Volta Redonda       | 14                  | 22                  | 3                   | 8                   | 11                  | 16                  | 32                  | -16                 | 32                  |                     |
| 12                  | Olaria              | 9                   | 22                  | 1                   | 7                   | 14                  | 11                  | 36                  | -25                 | 20                  |                     |

* Como o Botafogo ficou em primeiro lugar na classificação geral antes da final, foi acrescentado um ponto extra.